# Echinopsis werdermannii
Echinopsis werdermannii es una especie de plantas en la familia Cactaceae. Es endémica de Paraguay. Es una especie rara en la vida silvestre.

## Descripción
Echinopsis werdermannii crece individualmente. El tallo tiene forma de bola, de color verde grisáceo con brotes que alcanzan hasta 12 centímetros de diámetro y una altura de hasta 8 cm. Tiene de once y cincuenta costillas rectas y afiladas presentes. La único  espina central es de color negro  de hasta 0,2 centímetros de largo. Las entre 7 y 57 espinas radiales son negruzcas. Las flores tienen forma de embudo y son de color rosa brillante midiendo hasta 20 centímetros de largo.

## Taxonomía
Echinopsis werdermannii fue descrita por Fric ex Fleisch. y publicado en Friciana, Rada I - Zprav C. 7(1): 9. 1962.
Etimología
Ver: Echinopsis
werdermannii epíteto otorgado en honor del botánico alemán Erich Werdermann.